# فراگ دیزاین
فراگ دیزاین (انگلیسی: Frog Design) شرکت مهندسی آمریکایی است، که در سال ۱۹۶۹ تأسیس شد.
فراگ یک شرکت مشاوره خلاقیت و طراحی جهانی است که در سال ۱۹۶۹ توسط طراح صنعتی هارتموت اسلینگر در موتلانگن آلمان تأسیس شد، جایی که در ابتدا «esslinger design» نامگذاری شد. کمی پس از آن، شرکت به آلتنشتایگ آلمان نقل مکان کرد و سپس استودیوی جدیدی در پالو آلتو، کالیفرنیا و در نهایت به دفتر مرکزی فعلی خود در سانفرانسیسکو، کالیفرنیا، افتتاح کرد. این شرکت استودیوهایی در آمریکای شمالی و مرکزی، اروپا و آسیا دارد.
این نام در سال ۱۹۸۲ به فراگ دیزاین تغییر یافت (این نام از مخفف نام کشور زادگاه اسلینگر، جمهوری فدرال آلمان، گرفته شده است؛ در ابتدا منحصراً با حروف کوچک نوشته می‌شد تا بیانگر اعتقاد آن به یک محیط کار دموکراتیک باشد، جایی که ایده‌ها آزادانه و آزادانه به اشتراک گذاشته می‌شوند، و در تضاد با حروف بزرگ در زبان آلمانی). این برند بار دیگر در سال ۲۰۱۱ به فراگ تغییر نام داد تا نشان‌دهنده طیف گسترده‌ای از خدمات باشد که شامل فعال‌سازی استراتژی و سازمان‌دهی نیز می‌شود.
این شرکت در سال ۲۰۲۱ توسط کاپژمینای خریداری شد و اکنون بخشی از کاپژمینای اینونت است.